# 恐怖の復活祭 THE LIVE BLACK MASS D.C.7 SELECTION +α
『恐怖の復活祭 THE LIVE BLACK MASS D.C.7 SELECTION +α』（きょうふのふっかつさい ザ ライブ ブラック マス ディーシーセブン セレクション プラスアルファ）は、聖飢魔IIの第二十三教典でD.C.8年（西暦2006年）5月24日に発布されたミサ教典（ライブ盤）。

## 概要
2005年に期間限定で再集結した聖飢魔IIは聖飢魔II 地球デビュー20周年記念 THE LIMITED BLACK MASS TOUR D.C.7 恐怖の復活祭と聖飢魔II 地球デビュー20周年記念 THE SPECIAL BLACK MASS オールスタンディング処刑（一部を除く）の2種類のミサツアーを行ったが前者の模様を収録したのが今作である（後者を収録したのは『オールスタンディング処刑 THE LIVE BLACK MASS D.C.7』）。
3枚組のうち、DISC 01と02は主に最終日の東京国際フォーラム公演の模様を、DISC 03は2005年にインターネット経由で配信された新曲5曲と未発表曲1曲（「MOTHER EARTH」）を収録している。配信時には各曲の作者は伏せられていた。
帯

地球デビュー20周年記念 期間限定再集結 恐怖の復活祭+α

20周年記念小教典集、遂にCD化！

聖飢魔IIを勘違いしているアナタ！

聖飢魔IIが今なお、ナゼこれ程支持されているかが分かるだろう！

## 収録曲
DISC 01
1. 聖飢魔II SYMPHONY MEDLEY-3 〜 PROLOGUE (@戸田 Nov. 17)（作曲: エース清水, 紫馬肥, デーモン小暮 / 編曲: 怪人松崎様）
2. BAD AGAIN "美しき反逆" (@大阪 Dec. 07)（作詞: デーモン小暮 / 作曲: ルーク篁）
3. 地獄の皇太子（作詞・作曲: デーモン小暮）
4. OVERTURE 〜 WINNER!（作詞: デーモン小暮, ぬらりひょん吉 / 作曲: ルーク篁）
5. TALK-1 奥義伝授 (@大阪 DEC. 07)
6. アダムの林檎（作詞: デーモン小暮 / 作曲: ジェイル大橋）
7. APHRODITE（作詞: デーモン小暮 / 作曲: ジェイル大橋）
8. 秘密の花園（作詞: デーモン小暮 / 作曲: ジェイル大橋）
9. TALK-2 意識改革 (@大阪Dec. 06)
10. 鬼（作詞: デーモン小暮 / 作曲: ルーク篁）
11. MONSTERS' RHYTHM BATTLE（作曲: ゼノン石川, ライデン湯沢, 怪人松崎様）
12. 放置 TALK-3 新喜劇 (@大阪Dec. 06)

DISC 02
1. 魔界舞曲（作詞: ジェイル大橋, デーモン小暮 / 作曲: ジェイル大橋）
2. MASQUERADE（作詞・作曲: ルーク篁）
3. STAINLESS NIGHT（作詞: デーモン小暮 / 作曲: エース清水）
4. TALK-4 新釈古典芸 (@大阪 Dec. 06)
5. 蠟人形の館（作詞・作曲: ダミアン浜田）
6. JACK THE RIPPER（作詞: ダミアン浜田, デーモン小暮 / 作曲: ダミアン浜田）
7. TALK-5 独り芝居 (@広島 Dec. 19)
8. 白い奇蹟（作詞: デーモン小暮 / 作曲: エース清水）
9. FIRE AFTER FIRE（作詞: デーモン小暮 / 作曲: ジェイル大橋）
10. TALK-6 Propaganda (@大阪Dec. 07)
11. EL. DORADO（作詞: デーモン小暮 / 作曲: 紫馬肥, デーモン小暮）
12. TALK-7 法要 (@大阪 Dec. 06)
13. 悪魔組曲 作品666番 変ニ短調
  - 序曲：心の叫び（作曲: ダミアン浜田）
  - 第1楽章：STORMY NIGHT（作詞・作曲: ダミアン浜田）
  - 第2楽章：悪魔の穴（作詞・作曲: デーモン小暮）
  - 第3楽章：KILL THE KING GHIDRAH（作曲: ダミアン浜田）
  - 第4楽章：DEAD SYMPHONY（作詞: ダミアン浜田, デーモン小暮 / 作曲: ダミアン浜田）

DISC 03
1. SURPRISE!（作詞: デーモン小暮 / 作曲: ライデン湯沢 / 編曲: 怪人松崎様, 期間限定再集結・聖飢魔II）
2. 蒼き風 紅き風（作詞: デーモン小暮 / 作曲: エース清水 / 編曲: 怪人松崎様, 期間限定再集結・聖飢魔II）
3. HEAVY DUTY BABY（作詞・作曲: ルーク篁 / 編曲: 怪人松崎様, 期間限定再集結・聖飢魔II）
4. I AM HERE（作詞: デーモン小暮 / 作曲: ゼノン石川 / 編曲: 怪人松崎様, 期間限定再集結・聖飢魔II）
5. MOTHER EARTH（作詞: ジェイル大橋, デーモン小暮 / 作曲: ジェイル大橋 / 編曲: 怪人松崎様, 期間限定再集結・聖飢魔II）
6. T列車で行こう（作詞・作曲: デーモン小暮 / 編曲: 怪人松崎様, 期間限定再集結・聖飢魔II）

## 関連活動絵巻教典（ビデオ）
- 活動絵巻 恐怖の復活祭FINAL THE LIVE BLACK MASS D.C.7 (D.C.8年（2006年）6月21日発布)

## 演奏者（ブックレット上の表記に準ずる）
DISC 01&02
- C.P. ACE SHIMIZU - Guitars, Chorus
- H.H. RAIDEN YUZAWA - Drums, Chorus
- Dr. XENON ISHIKAWA - Bass, Chorus
- G.S. LUKE TAKAMURA III - Guitars, Chorus
- H.E. DEMON KOGURE - Vocals, Iroiro
- E.M. JAIL O'HASHI - Guitars, Chorus
- KAIJIN MATSUZAKI SAMA - Keyboards, Chorus
- E.C.J. ZOD HOSHIJIMA - Associated Bass, Chorus